# 方海洋
方海洋（1964年—），男，汉族，山东龙口人。研究生学历，博士学位。

## 生平
先后获得吉林农业大学畜牧专业农学学士学位，东京农工大学农业经济学硕士学位，东京大学农业资源经济学博士学位。1984年加入中国共产党。1986年参加工作。曾任大连经济技术开发区管委会副主任、辽宁省对外贸易经济合作厅副厅长、党委常委，重庆沙坪坝区委副书记、区长等职。2014年5月，任重庆邮电大学党委书记。